# Rajd Tysiąca Jezior 1972
Rajd 1000 Jezior 1972 (22. Jyväskylän Suurajot - Rally of the 1000 Lakes) – 22. edycja rajdu samochodowego Rajdu 1000 Jezior rozgrywanego w Finlandii. Rozgrywany był od 4 do 6 sierpnia 1972 roku. Była to trzynasta runda Rajdowych Mistrzostw Europy w roku 1972.

## Klasyfikacja rajdu
| Miejsce                      | Kierowca                     | Pilot                        | Samochód                     | Czas                         | Strata                       |                              |
| Klasyfikacja generalna i ERC | Klasyfikacja generalna i ERC | Klasyfikacja generalna i ERC | Klasyfikacja generalna i ERC | Klasyfikacja generalna i ERC | Klasyfikacja generalna i ERC | Klasyfikacja generalna i ERC |
| ---------------------------- | ---------------------------- | ---------------------------- | ---------------------------- | ---------------------------- | ---------------------------- | ---------------------------- |
| 1.                           | Simo Lampinen                | Klaus Sohlberg               | Saab 96 V4                   | 4:57:48                      | 0.0                          |                              |
| 2.                           | Timo Mäkinen                 | Henry Liddon                 | Ford Escort RS 1600 MkI      | 4:58:53                      | +1:05                        |                              |
| 3.                           | Markku Alén                  | Juhani Toivonen              | Volvo 142                    | 5:05:17                      | +7:29                        |                              |
| 4.                           | Tapio Rainio                 | Erkki Nyman                  | Opel Ascona A 1900           | 5:09:11                      | +11:23                       |                              |
| 5.                           | Per Eklund                   | Sölve Andreasson             | Saab 96 V4                   | 5:10:28                      | +12:40                       |                              |
| 6.                           | Hannu Palin                  | Jyrki Ahava                  | Opel Ascona                  | 5:15:14                      | +17:26                       |                              |
| 7.                           | Eero Soutulahti              | Timo Alanen                  | Volvo 142                    | 5:16:58                      | +19:10                       |                              |
| 8.                           | Esko Nuuttila                | Matti Olkku                  | Opel Ascona                  | 5:17:14                      | +19:26                       |                              |
| 9.                           | Pertti Lehtonen              | Risto Virtanen               | Saab 96 V4                   | 5:19:33                      | +21:45                       |                              |
| 10.                          | Jorma Lusenius               | Seppo Halme                  | Renault 12 Gordini           | 5:20:06                      | +22:18                       |                              |